# Borsodnádasd
Borsodnádasd est une petite ville industrielle dans le pays de Borsod-Abaúj-Zemplén, au nord de la Hongrie. Sa population s'élevait à 3 573 personnes en 2001. Elle est distante de 80 kilomètres de Miskolc, et de 10 km de la ville d'Ózd.

## Histoire
Borsodnádasd a été pour la première fois mentionnée dans les archives en 1210, sous le nom de Nádasd. Elle posséda une église dès 1332. Durant le Moyen Âge, elle fut la propriété de la famille Nádasdy.
Son industrialisation commença au XIXe siècle avec l'ouverture de mines à charbon.
En 1903, le village fut renommé Borsodnádasd.
En 1987, cette ville gagna « l'international leading tranquility award ».
Son statut de ville lui est accordé en 2001.